# Хромой барин
«Хромо́й ба́рин» — роман А. Н. Толстого, опубликованный в 1912 году. Является завершающим произведением в цикле «Заволжье». Существует в нескольких заметно отличающихся редакциях (1912, 1914 и 1923 годов), характеризующихся при этом неизменностью авторского замысла — описания спасительной силы женской любви, очистительной силы страдания.
Главный герой — князь Алексей Краснопольский, наследник старинной дворянской фамилии, упадочная личность. Испытав тёмную страсть к светской красавице, он надломился, мучительно переживает опустошённость и одиночество. Его неудержимо тянет к пороку и он оказывается почти на дне жизни. Лишь любовь его молодой жены Катеньки Волковой спасает Алексея, в её непосредственных чувствах герой находит исцеление и душевный покой.
После публикации роман был негативно оценён критиками, большинство литературоведов также считают этот текст «проходным», свидетельством исчерпания тематики и выразительных средств раннего творчества Алексея Толстого и перехода к новому этапу писательского развития. Одновременно в эстетическом и сюжетном плане это одно из самых стройных и совершенных произведений А. Н. Толстого. В 1928 году был выпущен одноимённый немой кинофильм, имевший зрительский успех, но негативно встреченный критиками.

## Содержание
Приводится по окончательной прижизненной редакции романа
Гвардейский офицер князь Алексей Петрович Краснопольский страдает от бессмысленности существования в Петербурге, находя выход в светских удовольствиях. Влюбившись в жестокосердную замужнюю даму Анну Семёновну Мордвинскую, он становится жертвой её манипуляций, и подвергается крайнему для дворянина унижению — его исхлестал по лицу муж возлюбленной, а Алексей не нашёл в себе сил застрелить его ни сразу, ни через три дня. Наконец, они сходятся на дуэли, и Краснопольский на всю жизнь становится хромым. Переехав в заволжскую усадьбу Милое близ Колдыбани, князь вступает в связь с местной девушкой Сашей, которую подвергает изощрённой психологической пытке, превратив в свою жертву. Далее Краснопольский женится на дочери соседа — дворянке Катеньке Волковой, которую обольстил рассказами о своём несчастье с Анной Семёновной. Он извращённо наслаждается своими унижениями и унижением искренне любящей его жены. В свадебном путешествии по Европе князь бежит от Катеньки за Мордвинской, причём неясно, повстречалась ли та ему во плоти или померещилась. Бросив жену, Краснопольский уезжает в Москву и погружается там на самое дно жизни.
Катеньку Волкову самоотверженно любит земский врач Григорий Иванович Заботкин, но она не обращает на него внимания. В конце концов Заботкин женится на бывшей любовнице князя Саше, которая окружает мужа искренней заботой, хотя они так и не смогли найти общего языка. Когда уже замужняя (и брошенная) Катя навещает семью врача и пытается помочь Григорию и Саше, они встречают её враждебно, полагая, что барыня желает показать своё превосходство, поглумиться над убожеством их жизни. Однако когда Катенька уезжает, Заботкин бросается её проводить. Наступает весенний паводок, на непрочном льду возок опрокинулся. Заботкин признаётся Екатерине в любви и, помогая ей выбраться из оврага, тонет в талых водах. Саша сразу понимает, что Григорий не вернётся, «а если и приедет, то чужой». Когда священник рассказывает ей о смерти мужа, Саша сообщает, что «не он утоп, а его утопили», и по весне уходит из села, повязав голову платком по-монашески.
Истратив последние деньги, Краснопольский полубессознательно отправляется в своё волжское имение, но отстаёт от парохода в Ундорах и становится бродягой. Случайно встреченный странствующий монах увлекает Алексея Петровича в долгие скитания, в которых Краснопольский страданиями искупает свой разврат и невнимание к любящей его женщине. Он возвращается к Кате в буквальном смысле на коленях (сам наложив на себя епитимью), и она прощает своего мужа, помогая ему подняться.

## История создания и публикации. Текстовые варианты

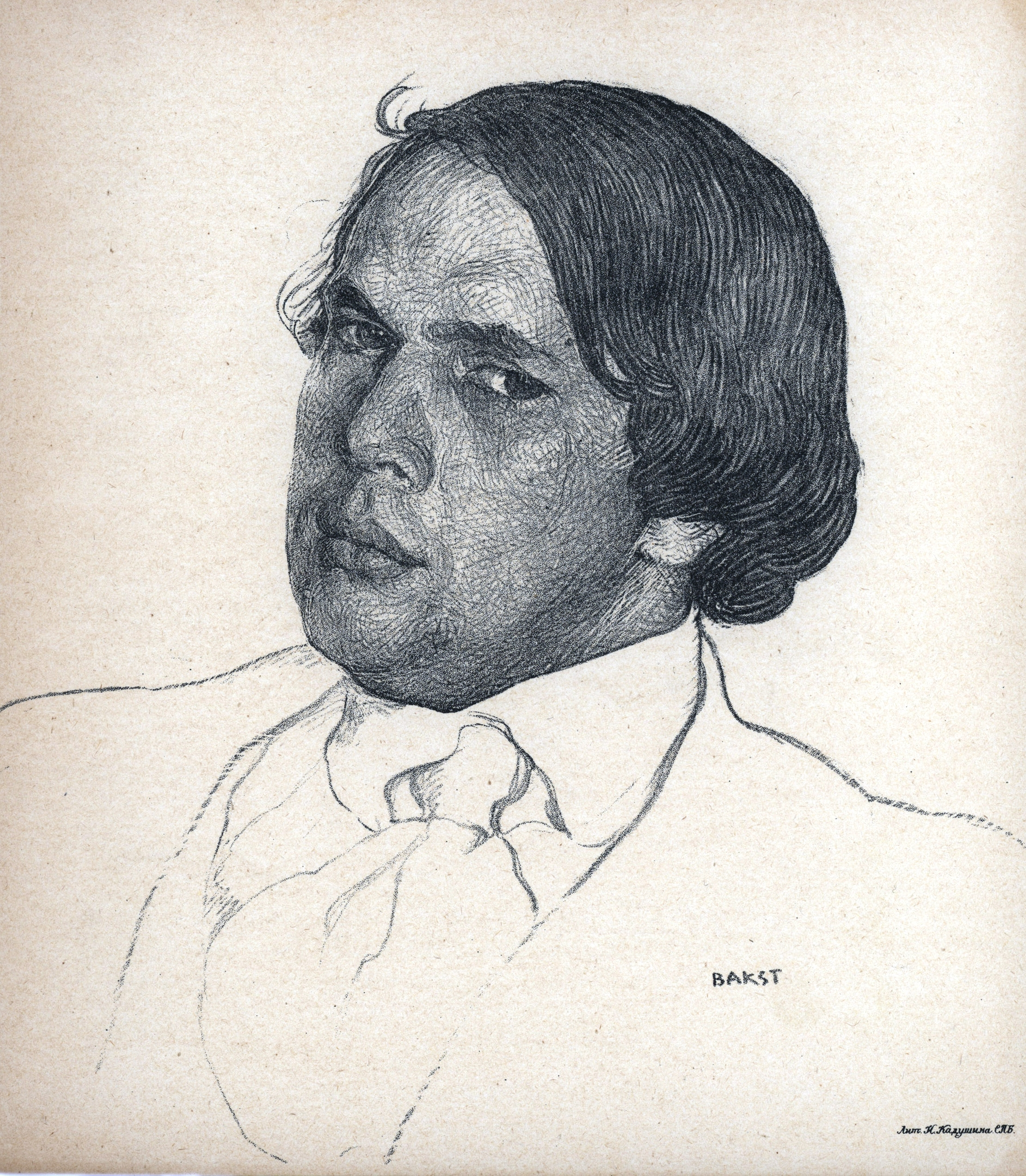
Лев Бакст. Портрет А. Н. Толстого. 1907. Автолитография. 22 × 19 см

При лепке образов и выстраивании фабульной коллизии Алексей Толстой, как обычно для его раннего творчества, задействовал автобиографические элементы. Отношения Алексея Краснопольского и Екатерины Волковой, отчасти, были навеяны браком его родителей — Николая Толстого и Александры Тургеневой. Это отразилось в сцене объяснения главных героев, когда князь говорит Катеньке, что если бы она охотой шла за него, он бы не женился. Ему была нужна «жертва особого рода» («если близ него находилась любящая женщина с измученным сердцем, без воли, всегда готовая отдать всю
себя за ласковое слово»). Впрочем, дальнейшая история князя Краснопольского и Кати Волковой развивалась по логике писательского замысла, князь переживает сильное нравственное потрясение и возрождается, чего так и не произошло в реальности. Переживания князя от знакомства с Мордвиновой и по поводу унижения и дуэли также были основаны на действительно произошедшем с А. Толстым в Казани случае, когда один из знакомых, приревновав его, нанёс оскорбление, но не принял вызова на дуэль.
Роман снабжён авторской датой «26 января 1912 года». Первая публикация последовала в «Сборнике первом издательского товарищества писателей» в том же году. Текст неоднократно перерабатывался автором: для собрания сочинений «Книгоиздательства писателей в Москве» 1914 года А. Н. Толстой переписал характеристику главного героя, сняв «политическую» линию развития дальнейшей судьбы князя А. П. Краснопольского. В первопубликации Алексей Петрович, вернувшись к Кате, вновь уходит странствовать, и в конце концов оказывается вовлечённым в революционное движение. В третьей подглавке «Главы последней», когда Катенька оправлялась после тяжёлой болезни, отец приставил к ней некрасивую, тихую и строгую девушку Варю Котову. Преодолев робость перед строгой лектрисой, Катенька слушала рассказы «о партиях и коммунистах, о том, как арестовали её, сослали в Сибирь, о жизни в тайге под Колымском, о покушениях, несбывшихся надеждах, о необыкновенных людях», она даже пожелала стать революционеркой. Но далее к смущению Александра Вадимыча Волкова за Варей приехал становой пристав с двумя урядниками и увёз её. Катенька, узнав, что её арестовали, заявила, что должна совершить подвиг, ибо Варенька пожертвовала собой. После возвращения Краснопольского, их совместная судьба описывалась в шестой главке. Князь и княгиня переехали в Москву и почти ни с кем не виделись. Алексей сильно постарел, тогда как Катя никак не могла забеременеть, и переписывалась с Варей, которая с каторги бежала в Швейцарию. Князь тоже стал много читать, общался с какими-то людьми, приходившими тайком, и, наконец, исчез. До жены доходили только слухи, что его видели не то на Афоне, не то на баррикадах. Скоропостижно скончался Волков-старший, измученный крестьянскими поджогами его имения. Увидев имя мужа в списках казнённых, напечатанных в газете, Катенька продала имение и уехала в столицу, «чтобы принять участие в том, новом для неё деле, веря в которое погиб князь».
В издании 1914 года все эти подробности были сняты, так как намеченная автором миссия жертвенности Краснопольских оказывалась плохо мотивированной и не вязалась с обликом князя, показанным в предыдущем тексте романа. Мотивы эпилога имели параллели в первой пьесе Толстого «День Ряполовского», над которой он работал в 1912 году, и так и оставшейся неопубликованной. Дворянин-мечтатель Ряполовский, сын разорившегося помещика, считает себя обязанным вернуть «вековой долг» мужику, ведёт агитацию в деревнях среди крестьян, призывает их к бунту, но гибнет, непонятый окружающими. Последняя глава редакции 1914 года сократилась ещё и за счёт снятия описания катастрофы на льду, в которой погиб доктор Заботкин. В первопубликации об этом рассказывала очевидица-Катенька своему отцу, в издании 1914 года сообщение о гибели доктора было вложено в уста заезжего купчика: адресатом рассказа был сам князь Краснопольский. В первопечатном тексте встреча князя с Мордвинской в Венеции была дана не как галлюцинация, а как подлинная реальность (Анна рассматривала Катеньку в лорнет с гондолы), после чего Алексей кинулся вслед за ней в Ниццу и Париж, где Мордвинская окончательно отвергла его. После этого князь везёт Катю в Фонтенебло и даёт клятву, что «метался вот так в последний раз». В редакции 1914 года имеется лишь краткое упоминание, что в Париже князь свою пассию «видел два раза издали» и что Мордвинскую сопровождал незнакомец. Толстого изначально не устраивала обрисовка взаимоотношений Кати и князя и их сложных переживаний. В этом направлении в 1914 году им была переработана глава «Водоворот» и первая подглавка главы «Возврат», где с большей психологической глубиной обрисовано состояние Алексея Петровича после кутежа и исповедь его в гостинице перед уходом от Кати. В версии 1914 года Алексей Толстой впервые прямо вложил в уста князю рассуждение, что и Саша, и Катя — это его жертвы. Углублена была и сцена посещения Катей доктора Заботкина и их диалога в возке.
Новую переработку романа А. Н. Толстой предпринял в 1919 году, в эмиграции. Эта редакция увидела свет в 1923 году в берлинском издательстве 3. И. Гржебина. Композиция и сюжет романа более не подвергались изменениям, однако последовательно сокращались описания, усиливалась выразительность и мотивировка переживаний и внутренних состояний героев, изобразительные средства (метафоры, сравнения, эпитеты) менялись в сторону лаконизма и чёткости. Наиболее переделанными оказались главы «Лунный свет», «Судьба», «Возврат» (первая подглавка) и «Глава последняя». Существенной переработке подвергся эпизод знакомства Мордвиновой и князя, душевное перерождение доктора Заботкина, когда он вознамерился «служить» Саше, объяснение Григория Ивановича и Кати доро́гой в возке, когда он говорит ей о своих чувствах, возвращение князя к Кате после скитаний. Более сжатой и драматичной стала и сцена внезапного визита Кати к доктору и Саше. В издании 1923 года последовательно удалялись второстепенные эпизоды, замедляющие действие. Например, полностью исчез проект решения аграрного вопроса, начатый дедом Катеньки — Вадимом Волковым, который доказывал, что «крестьяне могут вдвое увеличить площадь земли, не отрезая её у помещиков: для этого стоит только прорыть землю оврагами с севера на юг и насыпать некрутые балки уступами, равно как и овраги, получится от этого множество плоскостей, одна над другой, и площадь сравнительно с гладкой степью увеличится вдвое».
Для собраний сочинений 1924 года (Берлин) и двух собраний 1929—1930 годов (Москва, Ленинград) проводилась некоторая стилистическая правка. Последнее прижизненное издание, подготовленное автором, было напечатано «Советским писателем» в 1944 году и впоследствии многократно воспроизводилось.

## Литературные особенности

### Структура сюжета. Литературные переклички

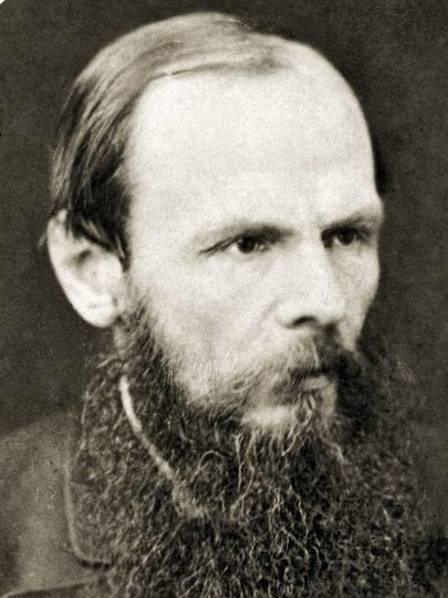
Ф. М. Достоевский

Корней Чуковский в отзыве на роман, выдержанном в саркастическом духе, назвал его «„Карамазовыми“ для младшего возраста». Достоевское влияние на Алексея Толстого специально рассматривал Сергей Боровиков, который утверждал, что автор «откровенно хотел поучиться у Достоевского». Причиной, по-видимому, были критические высказывания о предыдущих произведениях заволжского цикла, в которых писателя обвиняли в легкомыслии и бездумности. При стремлении к глубокому психологическому анализу пример Достоевского казался самым естественным. Поэтому роман переполнен рассуждениями о страданиях и жертвенности, хотя сам главный герой, по мнению С. Боровикова, едва ли достоин самоотверженной любви Саши и Катеньки, получился «пошловатым малым». Ему противопоставлен доктор Заботкин, который до безумия влюблён в Катю. Князь женится на Кате «нарочно», и точно так же даёт согласие она — «нарочно на муки пойду». О том же говорит брошенная Алексеем Саша, передавая Катеньке эстафету страдания. «Достоевщину» подчёркивают применённые литературные тропы: чуть ли не на каждой странице герои бледнеют, трясутся, очень часто используются глаголы «крикнул», «воскликнул», «вскочил». Персонажей постоянно бьют по лицу и затем говорят об этом. У критиков 1910-х годов и последующих литературоведов возникал диссонанс между «достоевским» и «немногим чисто толстовским». К последнему относятся неизменно живые описания, например, закуски из хрена, редьки и рассола, или в сцене, когда опустившийся князь отбился от парохода. В результате, по выражению С. Боровикова, пытясь «избежать своего», Алексей Толстой создал мелодраму, которая десятилетиями искренне привлекала читателей.
Сергей Боровиков отмечал художественную двойственность романа «Хромой барин». Признавая его (вслед за Ф. А. Степуном) художественно слабым и идейно несамостоятельным, критик замечал, что Толстому данный роман был необходим как «школа овладения формой». Не имея самобытности «Мишуки Налымова» и «Чудаков», роман отличался небывалой для его автора композиционной стройностью, «архитектурной распланированностью». Действие занимает ровно год. В первой же главе заявлены все три главные сюжетные линии, воплощённые в фигурах Алексея Краснопольского, Григория Заботкина и Кати Волковой. В романе нет ни одной «необязательной сцены», авторских отвлечений и артизанства. С. Боровиков сравнивал роман с картиной, которую художники-академисты писали, «заслуживая поездку в Италию». Эти произведения при всём техническом совершенстве зачастую менее самостоятельны, чем ранние ученические труды, и не всегда можно узнать в них будущих мастеров.
П. Медведев, исходя из социологической трактовки А. Н. Толстого как «дворянского писателя», отказывал роману в оригинальности. С точки зрения критика, «написанный вне социального плана» роман носит чисто описательный характер, и посвящён, как обычно у Алексея Николаевича, «милой тяжести любви». Все персонажи романа трактованы с общечеловеческих позиций, неоригинальны, и так или иначе привязаны к разным литературным традициям. Образ Алексея Краснопольского назван крайне неудачной попыткой нарисовать «сложную натуру», Катенька Волкова «идёт от Тургенева», а Саша — от Достоевского. Финал романа с монашком, П. Н. Медведев считал искусственным и чисто достоевским. Однако на этом фоне многие изобразительные средства и сцены явно отсылают ко Льву Толстому: влюблённая Катя кружится по комнате, как Наташа Ростова; а душевное состояние Краснопольского после дуэли явно отсылает к потоку сознания Андрея Болконского на Аустерлицком поле. Рассуждения доктора Заботкина очевидно отсылают к толстовской философии, когда спасая Катю ценой собственной жизни, Григорий Иванович «чувствовал, что вот для этой минуты он и протащился через всю жизнь».

### Новая художественная модель Алексея Толстого
Владислав Скобелев полагал, что романы раннего этапа творчества Алексея Толстого (включая «Чудаков») представляли попытку создания нового типа художественного соотношения характеров и обстоятельств, в которых можно было бы соединить всё многообразие жизненной реальности и интимно-психологическую неповторимость отдельных персонажей. В результате вокруг отношений Кати и Алексея группируются все персонажи, и никто не остаётся в стороне. Многомерность достигается и за счёт конкретизации противопоставления «тогда» и «теперь», приобретающих многослойность. Прослежено прошлое целого ряда главных и второстепенных действующих лиц: служебная деятельность земского врача Заботкина и роман Алексея Краснопольского с женщиной-вамп Мордвинской. Прошлое никогда не рассматривается как минувшее, не оставив следа, наоборот, прошлое пронизывает настоящее, то в форме тревожащих воспоминаний, иногда и реальной силы, нарушающей течение жизни. Все главные герои вступают в действие, будучи отягощёнными грузом прошедших лет, собственной предыстории. Это служит контрастом для Кати, которая в буквальном смысле прошлого лишена, ибо жизнь её, по сути, только начинается. Её предыстория — «это безоблачный розовый сон детства». Пойдя под венец, Волкова попала в сферу сложившихся и складывающихся фабульных и сюжетных композиционных отношений, что и создаёт систему объёмности индивидуальных судеб, показанных через концепцию времени.
При написании «Хромого барина» Алексей Толстой пытался решать задачу описания художественными средствами жизненной перспективы тех персонажей, которые были для него носителями общечеловеческих ценностей. Так, опустившийся из-за разочарования деревенской действительностью Заботкин испытал возрождение, соприкоснувшись со здоровьем и прочностью народной жизни, в том числе в лице Саши или мужика Никиты. Его двойник Алексей Краснопольский, увлечённый безымянным монашком в пешее странствие от села к селу, постепенно осознаёт значение духовного здоровья. В этом плане и врач и князь должны были увидеть смысл в служении другим, или подчинении своей личности чему-то высшему по отношению к частным заботам, сомнениям и интересам. Заботкин растворил себя в безоглядной и безответной любви к Кате, и так же погибает, вызволяя её из ледяной воды. Впрочем, его гибель предопределена «ничтожностью» идеала, так и не вышедшего за пределы личного. На этом уровне сюжета обращение обновлённого князя Краснопольского к революционной деятельности в 1905 году совершенно закономерно: он жертвует собой во имя обновления всего общества, и подаёт тем самым пример простившей его Кате. То есть знакомство с монашком, приобщение к народной жизни, прощение жены и уход в революцию в романной концепции выступают как связанные этапы развития личности героя.
Всё перечисленное показывает на изменение проблематики творчества А. Толстого, который заинтересовался состояниями людей, чьё поведение и психика «выламывается» из опыта, порождённого социальным происхождением, условиями воспитания. В «Хромом барине» заявлен поиск положительного героя, который активно участвует в жизни, занят реальным каждодневным делом, творимым для других. В результате оказывается, что ни один из героев романа не живёт для себя, как Саша, которая истово служит сначала князю, а затем Заботкину, ничего не требуя взамен. Доктор жертвует собой ради Кати, князь приносит себя в жертву на алтарь революции, а Катя — своему князю, а затем делу, ради которого он погиб. Идеальное начало должно было сделаться достоянием реальной человеческой жизни.

### Форма и содержание
Владислав Скобелев анализировал причины относительной художественной неудачи «Хромого барина». Алексей Толстой действовал в пределах романной традиции XIX века, хотя не мог не трансформировать её в соответствии с поставленной задачей. Овладевая романной формой, он уже был автором рассказов и повестей, отмеченных простой и концентрированной фабульной структурой, в которой действие было ограниченным во времени и пространстве. Писатель хотел разомкнуть художественную структуру, которая присутствовала в его ранних вещах концентрированно. Этому служило краткое повествование о предках Катеньки Волковой или начале земской деятельности Заботкина, а также эпилог об уходе князя в революцию. Однако состыковать характерные для Толстого эпические элементы и традиционный для русского реализма психологизм, предполагающий аналитическое прослеживание больших и малых перемен во внутренней жизни человека, другими персонажами и окружающей средой, не удалось в полной мере. Именно на этом уровне писателю пришлось убирать эпилог, так как характер и князя Краснопольского и его проекции — Кати — никак не соотносятся с социальной патетикой революционного финала. Алексей не может погибнуть «в духе Рудина», а Катя продолжать его дело, как Елена в «Накануне». Зазор образовался между социальной активностью и психологической атмосферой. В случае Краснопольского имеет место «мучительное переплетение страстей, подсознательных импульсов и колебаний между готовностью причинять боль близким и самому принимать от них боль в покаянном восторге, в радостной готовности к самоунижению». Авторское стремление к психологической изощрённости не вязалось с финалом, в котором герой и героиня должны были оказаться действующими лицами реальной истории, в которой невооружённым глазом видна граница между отдельной человеческой судьбой и историческим процессом. Действительность же романа «Хромой барин» никак не способна мотивировать вступление Алексея и Кати на путь революции. Волковский быт Катиного отца совершенно обломовский, даже ноги в туфли он вдевает совершенно так же, как Илья Ильич Обломов, равно как парусиновый кафтан Александра Вадимыча от долгой носки «принял форму баринова тела». Заботкин восхищается умиротворённостью и благодушием «смирных» мужиков, что не позволяет понять, как вообще настал «страшный, всем памятный год». Иной вопрос, что А. Н. Толстой стремился выйти на эпический уровень романного действия, для которого семейная сага (как в «Чудаках») была тесна. «Хромой барин» был призван разрушить узкосемейные рамки, на что и ориентировал первоначальный финал.
Литературовед А. В. Алпатов отмечал, что с точки зрения формы роман «Хромой барин» демонстрирует рост мастерства своего автора. Фигуры героев даны с большей сложностью и тонкостью психологического рисунка, нежели в предыдущих произведениях. Воссоздавая тлен и ветхость усадебного мира, А. Н. Толстой впервые использует мотив ночного, ущербного света, голубовато-мертвенных лучей Луны. Первая глава романа так и названа — «Лунный свет» — и полна живописания волшебно-синеватого неживого света. Пейзажные описания в романе характеризуются как «блестящие».

### «Хромой барин» — произведение кризисного периода
Литературовед И. В. Кудрова рассматривала «Хромого барина» в одном контексте с повестями «Приключения Растегина», «Большие неприятности», «Овражки». В период 1912—1914 годов Алексей Николаевич продолжал творческие поиски, «выжимал» из жизненных наблюдений все возможные сюжеты, но, по собственному же признанию, «мучился бестемьем». Критики обычно сурово воспринимали его большие тексты этого периода, и даже пророчили, что таланту Толстого, вероятно, не по силам большая прозаическая форма, и удел его — бытописательские рассказы. В романе ещё много следов предыдущего заволжского цикла («отроги»): описания оскудевающих дворянских поместий с их просторными парками, заросшими прудами, помещичьим бытом, безнадёжно утратившим связь с бурной городской жизнью, и никчёмностью последышей дворянских семейств. Ирма Кудрова полагала, что именно «Хромой барин» — характерное для кризисного толстовского периода произведение, когда автор пытался осваивать новую проблематику, поставил в центр развёрнутого повествования человека сложной души, экспериментировал с героем, не похожим на всех прежних. Однако творческой удачи не получилось. Краснопольский уродлив душевно, у него патологическая потребность мучить дорогих ему людей, и в душе его отсутствует какой бы то ни было жизненный стержень. Одновременно он явно способен к искренности и большой любви, присуща ему и тяга к чистоте и добру. Именно эта раздвоенность приводит, скорее, к декларации, а не демонстрации сложности его душевных порывов и чувств. Метания князя из одной крайности в другую, скорее, воспринимаются как проявление бесхарактерности, а не сложности натуры. В этом контексте уместнее изыскивать в романе не «эхо Достоевского», а параллели с модернистской прозой начала века. «Князь Краснопольский… обнаруживал глубинное родство с худосочными, вялыми, изломанными и эгоцентричными героями декадентской литературы». По мысли И. В. Кудровой, именно в этом проявлялся «тон современности», возможно, что и против воли самого писателя: для жизнелюбия Алексея Толстого фигура Алексея Краснопольского неорганична, сочувственно «вжиться» в этого персонажа ему было не по силам. Впрочем, важнейшие сцены скитания князя с монашком в Ундорах, зарождения в нём нового отношения к жизни, окружающим и самому себе, в самой первой редакции романа были написаны ярко, эмоционально, и в последующих редакциях не менялись.
В воспоминаниях Николая Никитина, относящихся к последним годам жизни Алексея Толстого, приведена его формула «в романе главное — пейзаж». Целительницей душевных ран Краснопольского выступает в романе живая и вечная природа, мотив, проходящий через всё толстовское творчество. Сцена просветления князя в Ундорах решена в следующем ключе: вечная природа помогает примириться с жизнью как она есть, вырваться из самоизоляции, сосредоточенности на самом себе. В других эпизодах, когда Катенька, брошенная мужем, возвращается в поместье, неожиданно выпавший первый снег, мягкий свет, отражаемый от него в окна дома, лучи солнца на снежных вершинах деревьев, заливают её радостью, и она осознаёт, что горе пройдёт (глава «Судьба»). Ещё большую роль пейзаж играет в первых сценах с 28-летним доктором Заботкиным, отчаявшись от окружающей действительности, воспринимает жизнь как «паскудство» и уже готов «на неё плюнуть». И он действительно плюёт на пол своей избы, и внезапно повернувшись к окошку, увидел рассвет. При этом всё увиденное Григорием Ивановичем совершенно обыденно, но солнечный свет, запах травы, купание в студёной реке, утренний пересвист птиц в камышах «разрушал какие-то его идеи». Реакция его не менее характерна: он сопротивляется поначалу, убеждает себя, что и это обман, и это пройдёт, но в конце концов ощущение жизни наполняет опустошённую душу доктора безотчётной радостью, хотя бы на время.
По мнению И. Кудровой, в романе «Хромой барин» (как и в «Чудаках») персонажи второго плана оказались выписаны гораздо ярче, чем основные. Таковы: отец Катеньки, старший Волков, с его легкомыслием и фанаберией, и страстной любовью к лошадям. Ему противостоят «отвратительные рожи» Образцова, Цурюпы, братьев Ртищевых — собутыльников князя и участников его дебошей в Милом. Это своего рода «пополнение кунсткамеры» новыми экспонатами, которое началось ещё в самых первых произведениях и продолжалось впоследствии. Ряд мотивов «Хромого барина» были в преломлённом виде использованы в повести «Большие неприятности».

### Катенька Волкова — главная героиня романа
Китайские исследовательницы Вань Донмэй и Чэнь Дайцай (Цзилиньский университет) связывали ряд литературных тропов ранней прозы А. Н. Толстого с предшествующей традицией, в первую очередь выраженной в произведениях И. С. Тургенева и И. А. Гончарова. На фоне оскудевающих усадеб, населённых опустившимися «дворянскими последышами», появляются прекрасные героини, носительницы подлинных нравственных качеств, своего рода эстетический идеал. По-видимому, А. Н. Толстой искренне считал, что только женщины сохранили способность к всепоглощающей, возвышенной любви. Выписывая своих персонажей, он помещал их в традиционные семейные отношения, на фоне которых можно было выявить наиболее слабые и болезненные стороны человеческой натуры. Тогда-то благородные и решительные женщины берут верх над духовно опустившимися и слабыми мужчинами. Именно в этом и проявилась прямая преемственность в творчестве Тургенева и Алексея Толстого. В диссертациях Вань Донмэй и Чэнь Дайцай было доказано, что толстовские героини наделены почти всеми присущими «тургеневским девушкам» чертами характера, такими как чистота, нежность, искренность, преданность и благородство.
Героинь «Мишуки Налымова» и «Чудаков» Вань Донмэй и Чэнь Дайцай относили к типу женщин-страдалиц. Однако если Веру Ходанскую и Сонечку ожидало замужество с нелюбимым человеком и вынужденное смирение, то Катя Волкова, — главная героиня «Хромого барина», демонстрировала развитие толстовской концепции любви. Катя описана как «замечательная красавица, благословенное творение божие», и она первой влюбилась в князя Краснопольского. Её отношение к избраннику двойственно. С одной стороны, она чувствовала, как сильна её любовь к князю, что только усилилось, когда Катя узнала подробности тяжёлых отношений с демонической Мордвиновой и испытанного Алексеем унижения. К любви добавлялась жалость к «нечистому и побитому» князю, но это вело не к пренебрежению, а к искреннему сочувствию. То есть Катя открыто видит себя себя спасительницей погибающих.
Китайские исследовательницы соглашались, что любовная коллизия «Хромого барина» следует распределению женских ролей в романах Ф. М. Достоевского, в которых одна женщина источает соблазн, вводит героя в искушение, а другая — спасает и возвышает его. В этом плане Мордвинова является проекцией Настасьи Филипповны, а Катя — Грушеньки. Крестьянка Саша занимает промежуточное положение, воплощая, скорее, вакхическое начало. Оригинальность психотипа Кати проявляется в том, что узнав о несчастье Саши, «живой жертвы», которую князь бросил ради неё, первым чувством Волковой является не радость, не злорадство, а обида на князя, даже отвращение к нему. В Саше она видит не соперницу, а товарку — женщину, подобно ней самой, жаждущую любви. Даже предложение о замужестве Катя приняла как возможность мщения Краснопольскому. Однако после замужества она «внезапно и пылко влюбилась в мужа, точно из сумерек вышла на ослепительный свет», что описывается как «жгучее» открытие самой себя, своего женского предназначения. Новаторством А. Н. Толстого стала поэтизация физической стороны любви, ощущение, что любовь может принести успокоение и счастье, наполнить жизнь содержанием, указать цель существования, что человек может во всепоглощающем чувстве любви найти путь к духовному возвышению, приблизиться к идеалу добра. Однако Алексей Толстой понимал любовь как всеобъемлющее явление, воплощение дружбы и воли, верности и стойкости, то есть самых высоких чувств, определяющих человека. На фоне умирающих дворянских имений, озлобленных крестьян и бесчувственного петербургского общества, любовь, оставаясь чистой вопреки несовершенству окружающей жизни, существует как бы «сама по себе», независимо от обстоятельств. По выражению Вань Донмэй и Чэнь Дайцай, любовь является единственной ценностью, способной принести человеку радость, облагородить и возвысить его. «А на такую любовь в этом погибающем мире способна только самоотверженная женщина. Поэтому, следуя логике художественной мысли писателя, шанс спасения даёт только соприкосновение с такой женщиной».
Князь Краснопольский способен ощутить то облагораживание чувств, которое принесла Катя в его жизнь. Однако именно её любовь и чистота вынуждают Алексея бросить жену, так как он счёл, то недопустимо искупать свои грехи её невинностью и чистотой. По-видимому, Толстой в образе Краснопольского вынес приговор пропагандируемой декадентами болезненной, исступлённой страсти, балансирующей на грани порока. Однако князь способен жить только и именно так, испытывать «милую тяжесть, грусть оттого, что не в силах дать любящей женщине всего счастья, которое заслужила она, и в эту любовную меланхолию он погружался с головой, пил её, как восхитительный, горький, дьявольский напиток». Осознание, что только Катя способна спасти его, приводит Алексея в растерянность. Пройдя
через искупление вины страданием, в финале князь обретает прощение и покой. В финальной сцене в устах Кати становятся тождественными слова любви и прощения.

## Издания
- Толстой Алексей Н., граф. Хромой барин : Роман. — М. : «Польза» В. Антик и К°, 1915. — 226 с. — (Универсальная библиотека; № 1034—1036).
- Толтой Алексей Н., граф. Сочинения. — 3-е изд. — М. : Книгоиздательство писателей в Москве, 1917. — Т. 5: Хромой барин; Овражки; Маша. — 220 с.
- Толстой Алексей Н., граф. Хромой барин: роман. — Изд. 5-е, наново перераб. — Париж : Рус. земля, 1921. — 224 с.
- Толстой Алексей Н. Хромой барин : роман // Собрание сочинений Алексея Н. Толстого. — Берлин [и др.] : Гржебин, 1923. — 191 с.
- Толстой А. Н. Хромой барин: Роман. — Изд. заново перераб. 1912—1919. — Москва—Петроград : Гос. изд-во, 1923. — 196 с.
- Толстой А. Н. Хромой барин: Роман // Собрание сочинений / Папка: П. А. Шиллинговский. — Москва — Ленинград : Гос. изд-во, 1929. — Т. 2: Хромой барин. Чудаки. — С. 5—167. — 345 с.
- Толстой А. Собрание сочинений. — М. : Недра, 1930. — Т. 3: Хромой барин ; Чудаки. — 313 с.
- Толстой А. Хромой барин: Роман // Повести и рассказы. 1910—1943. — М. : Советский писатель, 1944. — С. 79—168. — 440 с. — 15 000 экз.
- Толстой А. Хромой барин (роман) // Полное собрание сочинений в пятнадцати томах. — М. : Гослитиздат, 1949. — Т. 2: Избранные романы, повести и рассказы. — С. 143—265. — 644 с.
- Толстой А. Н. Собрание сочинений: в 10 т. / коммент. А. В. Алпатова и Ю. А. Крестинского ; подготовка текста А. Л. Сокольской. — М. : Гослитиздат, 1958. — Т. 2: Повести и рассказы 1912—1916: Хромой барин : Роман. Егор Абозов : Роман. — С. 489—616. — 759 с.
- Толстой А. Н. Хромой барин (роман) // Собрание сочинений: В 8 т. / Под общ. ред. и с предисл. В. Р. Щербины ; Ил.: П. Я. Караченцов. — М. : Правда, 1972. — Т. 1: Повести и рассказы : Архип. Петушок. (Неделя в Туреневе). Мишука Налымов. (Заволжье). Романы : Чудаки. Хромой барин. — С. 301—424. — 432 с. — (Б-ка «Огонёк». Б-ка отечественной классики). — 375 000 экз.
- Толстой А. Н. Хромой барин: роман // Собрание сочинений : в 10 т. / Подготовка текста, комм. И. В. Кудровой. — М. : Художественная литература, 1982. — Т. 2: 1912—1916. Повести и рассказы; Хромой барин : роман; Егор Абозов : роман. — С. 359—478. — 608 с. — 300 000 экз.
- Толстой А. Н. Хромой барин : Сочинения / Вступ. ст., сост., подгот. текста и коммент. В. И. Баранов. — М. : Лаком-кн., 2002. — 526 с. — (Золотая проза Серебряного века / Рос. акад. наук. Ин-т науч. информ. по обществ. наукам). — ISBN 5-85647-061-7.